# Richtinghoren
Richtinghoren is het vermogen van mens of dier om niet alleen de sterkte van een geluid waar te nemen, maar ook te horen uit welke richting het komt.

## Links/rechts
De twee oren waarover de mens beschikt zijn voldoende om te bepalen waar een geluidsbron zich bevindt. Als een geluidsbron zich bijvoorbeeld aan de rechterkant bevindt, komt het geluid eerder in het rechteroor aan dan in het linkeroor. De mens gebruikt dat verschil in aankomsttijden, ook wel de fase van de geluidsgolven, om de geluidsbron te lokaliseren. Dit noemt men met een Engelse term ITD, wat staat voor interaural time difference. De maximale frequentie waarbij deze verschillen worden waargenomen wordt steeds lager naarmate een geluidsbron zich van links naar rechts of vice versa rond om de luisteraar verplaatst. Een geluidsbron recht voor of achter de luisteraar levert geen faseverschillen op tussen de oren. Een bron op 90 graden wordt waargenomen door faseverschillen in frequenties tot 780 hertz.
Daarnaast speelt het verschil in geluidssterkte een rol. Dit verschil noemt men met een Engelse term IID, wat staat voor interaural intensity difference. Geluid van rechts komt zwakker door in het linkeroor, omdat het hoofd in deze situatie als een soort geluidsscherm fungeert (diffractie om het hoofd). Dit gaat op voor frequenties boven de 637 hertz, voor lagere frequenties is het hoofd geen obstakel. Door deze niveauverschillen tussen het linker- en rechteroor wordt tevens vastgesteld hoe ver links of rechts een geluidsbron zich bevindt.

## Voor/achter boven/onder
Het onderscheid tussen voren, achter, boven en onder is lastiger. Zo komt bijvoorbeeld het geluid dat recht van voren komt gelijktijdig en even luid aan in beide oren. Voor een geluidsbron recht achter geldt precies hetzelfde. Toch kan de mens ook deze richtingen waarnemen voor veel soorten geluid, bijvoorbeeld spraak. Het geheim schuilt in de grillige asymmetrische vorm van de oorschelp.
De manier waarop het geluid in de oorschelp wordt gereflecteerd is, door de onregelmatige vorm, sterk afhankelijk van de richting van het geluid. Bij geluid dat recht van voren komt, kunnen daardoor bepaalde hoge tonen versterkt worden, en andere juist verzwakt. Bij geluid uit een iets andere richting kan dat precies andersom zijn. Elke richting heeft zo zijn eigen karakteristieke reflecties in de oorschelp.
Bij de verwerking van het geluid in de hersenen worden de karakteristieke versterkingen en verzwakkingen gebruikt om de richting vast te stellen. Het effect van de oorschelpen is aangetoond met proeven waarbij de oorschelp met kneedbaar rubber werd bedekt. De ribbels en holtes in de oorschelp worden op die manier afgevlakt. De reflecties in het oor worden daardoor minder afhankelijk van de richting van het geluid. Het vermogen om de plaats van de geluidsbron te bepalen, ging daarmee verloren. Het plaatsen van trechters in de oren, waardoor de oorschelp wordt afgedekt, heeft hetzelfde effect. Dit is tevens de oorzaak van het feit dat slechthorenden die een hoorapparaat dragen moeite hebben met richtinghoren. De gehoorgang is immers geblokkeerd door het oorstukje van het apparaat, en het microfoontje van het apparaat bevindt zich vaak buiten de oorschelp.